# Stephaniella paraphyllina
Stephaniella paraphyllina är en bladmossart som beskrevs av J.B.Jack. Stephaniella paraphyllina ingår i släktet Stephaniella och familjen Arnelliaceae. Inga underarter finns listade i Catalogue of Life.